# Enzo Potolicchio
Vicente Potolicchio (Caracas, Venezuela; 7 de agosto de 1968), más conocido como Enzo Potolicchio, es un piloto de automovilismo y empresario venezolano, que compite en las carreras de gran turismo y sport prototipos. Potolicchio logró victorias de clase LMP2 en las 12 Horas de Sebring y en las 24 Horas de Le Mans, ambas en 2012, así como también un segundo puesto absoluto en las 24 Horas de Daytona de ese mismo año. Ha obtenido una victoria, una pole y siete podios en la clase Prototipos Daytona de la Grand-Am Rolex Sports Car Series. También ha sido bicampeón del Desafío Ferrari de Norteamérica.

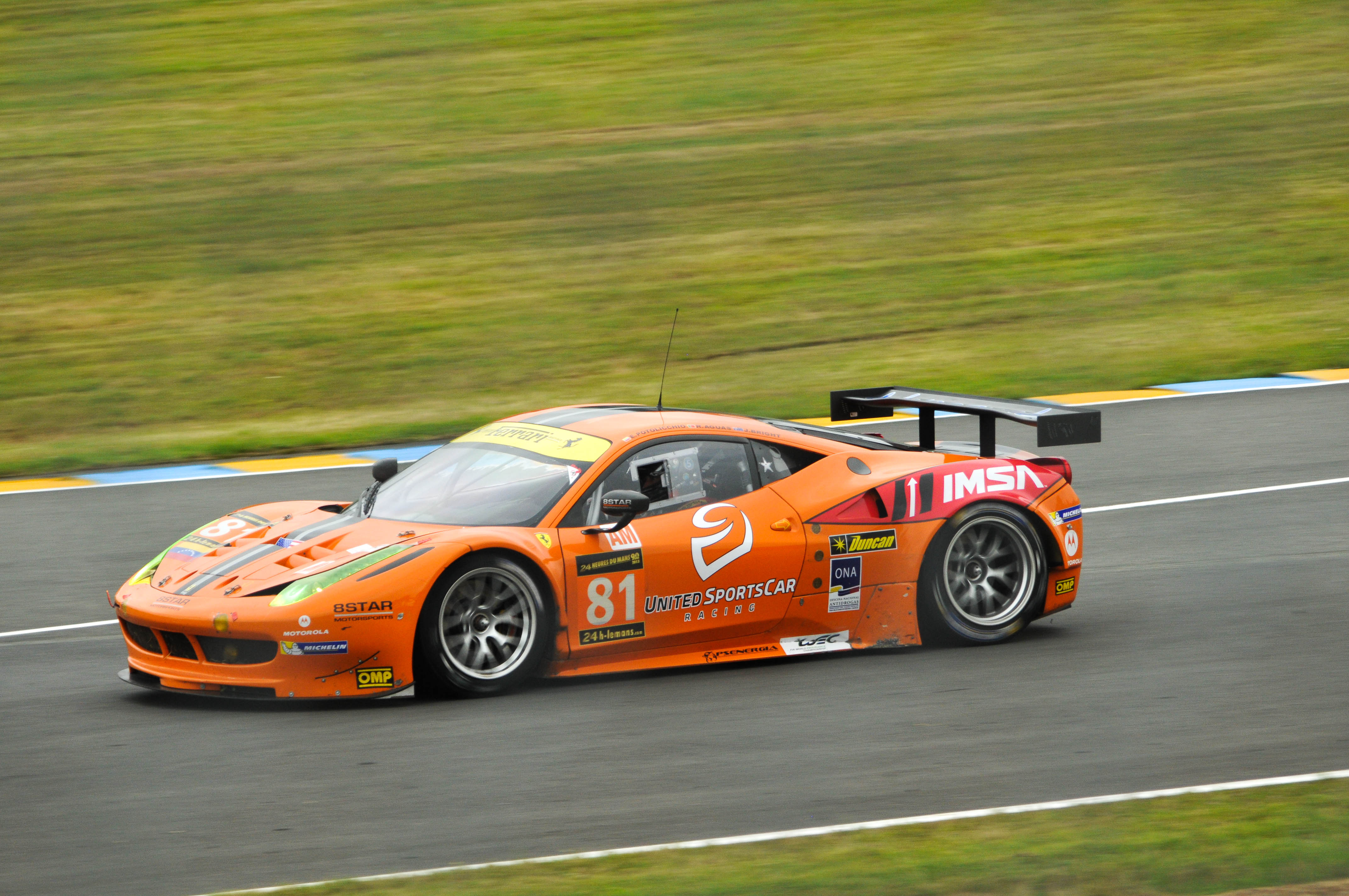
Ferrari 458 Italia GT2 de Potolicchio en las 24 Horas de Le Mans del 2013

## Carrera
Potolicchio disputó en 1987 la Copa Renault Fuego, donde logró 2 victorias, y un quinto lugar. Fue campeón del SSCA National en 1994, consiguiendo 6 victorias, 4 poles, y 2 récord de pista. En 1998 compite en la Fórmula Ford 1600 Venezuela, donde obtuvo 4 victorias y 3 segundos puesto; en ese año, venció 11 carreras de la Super Copa Porsche Venezuela. Fue subcampeón de la Fórmula Ford 2000 Venezuela en 1999 y campeón en 2005. Luego de competir en motociclismo entre 2008 y 2009, disputó las últimas dos fechas del Desafío Ferrari de Norteamérica del 2009, donde consiguió una victoria y un tercer lugar; después en 2010 y en 2011 se coronaría campeón del Desafío Ferrari de Norteamérica.
En 2011, disputó 9 carreras de la Rolex Sports Car Series con un Prototipo Daytona Riley ganando la fecha final de la temporada en Mid-Ohio y concluyendo 21º en el campeonato de pilotos de clase DP. El año siguiente, en la Rolex Sports Car Series consiguió tres segundos puestos, un tercero y un cuarto, para terminar 15º en el campeonato de pilotos de clase DP. Además disputó el Campeonato Mundial de Resistencia para Starworks con un HPD ARX-03b de la clase LMP2; obtuvo victorias de clase en las 12 Horas de Sebring en las 24 Horas de Le Mans y en las 6 Horas de Sao Paulo, y podios de clase en siete carreras de ocho, ayudando a que Starworks se consagrará campeón de equipos en la clase LMP2.
Para 2013 Potolicchio forma su propio equipo llamado 8 Star Motorsports, con el que él compitió en la Rolex Sports Car Series con un Chevrolet Corvette DP. Con dos segundos puestos, y un cuarto finalizó 27º en el campeonato de pilotos de la clase Prototipo Daytona. También Enzo compitió con 8 Star en el Campeonato Mundial de Resistencia con una Ferrari 458 Italia GT2 de la clase GTE-AM; logró dos victorias en Spa-Francorchamps y Shanghái, dos segundos puestos, un tercero y dos cuartos para terminar tercero en el trofeo para pilotos de la clase GTE-Am, pero contribuyó a que su equipo se llevará el título de equipo de esa clase.

## Resultados

### Campeonato Mundial de Resistencia de la FIA
(Clave) (negrita indica pole position) (cursiva indica vuelta rápida)

| Año  | Escudería | Clase | Automóvil       | 1   | 2   | 3   | 4   | 5   | 6   | 7   | 8   | Pos. | Puntos | Ref.  |
| ---- | --------- | ----- | --------------- | --- | --- | --- | --- | --- | --- | --- | --- | ---- | ------ | ----- |
| 2012 | Manor     | LMP2  | Oreca 05-Nissan | SEB | SPA | LMS | SIL | SÃO | BHR | FUJ | SHA | 9.º  | 53.5   | [ 1 ] |
| 2012 | Manor     | LMP2  | Oreca 05-Nissan | 3   | 29  | 6   | 9   | 7   | 8   | 9   | 8   | 9.º  | 53.5   | [ 1 ] |